# Mistrzostwa Świata i Europy w Biegu na 100 km 2007
21. Mistrzostwa Świata i 16. Mistrzostwa Europy w biegu na 100 km – zawody lekkoatletyczne, które odbyły się 8 września 2007 w Winschoten, Holandia. 

## Mistrzostwa Świata

### Rezultaty
|           | 1. miejsce        | Rezultat | 2. miejsce                 | Rezultat | 3. miejsce      | Rezultat |
| Mężczyźni | Shinichi Watanabe | 6:23:21  | Kenji Nakanishi            | 6:30:21  | Oleg Charitonow | 6:30:22  |
| Kobiety   | Norimi Sakurai    | 7:00:27  | Laurence Fricotteaux-Klein | 7:26:44  | Hiroko Sho      | 7:27:12  |

## Mistrzostwa Europy

### Rezultaty
|           | 1. miejsce                 | Rezultat | 2. miejsce        | Rezultat | 3. miejsce        | Rezultat |
| Mężczyźni | Oleg Charitonow            | 6:30:22  | Igor Tiażkorob    | 6:42:30  | Aleksiej Izmaiłow | 6:45:10  |
| Kobiety   | Laurence Fricotteaux-Klein | 7:26:44  | Marina Myszlanowa | 7:39:18  | Monica Carlin     | 7:40:36  |

## Reprezentacja Polski

### Mężczyźni
| Miejsce MŚ | Miejsce ME | Zawodnik     | Klub                   | Rezultat |
| 30.        | 21.        | Roman Elwart | LKS Ziemi Puckiej Puck | 7:24:08  |